# Wetterdienst
Ein Wetterdienst, auch meteorologischer Dienst, ist ein meteorologischer Dienstleister im allgemeinen Sinn. Zu unterscheiden ist zwischen privaten Wetterdiensten mit rein kommerzieller Ausrichtung, die sich meist auf Wettervorhersage oder Gutachten konzentrieren, und staatlichen Wetterdiensten, die im Auftrag eines Staates bzw. der öffentlichen Hand (Gemeinde, Bundesland, Kanton usf.) tätig sind.

## Aufgaben
Wetterdienste betreiben Meteorologie und Klimatologie, erfassen durch Wetterbeobachtung Wetterwerte und andere wetterrelevante Daten, erstellen Wetterprognosen und Unwetterwarnungen, betreiben wissenschaftliche Forschung und führen Datenarchive.

## Geschichte und Organisationsformen

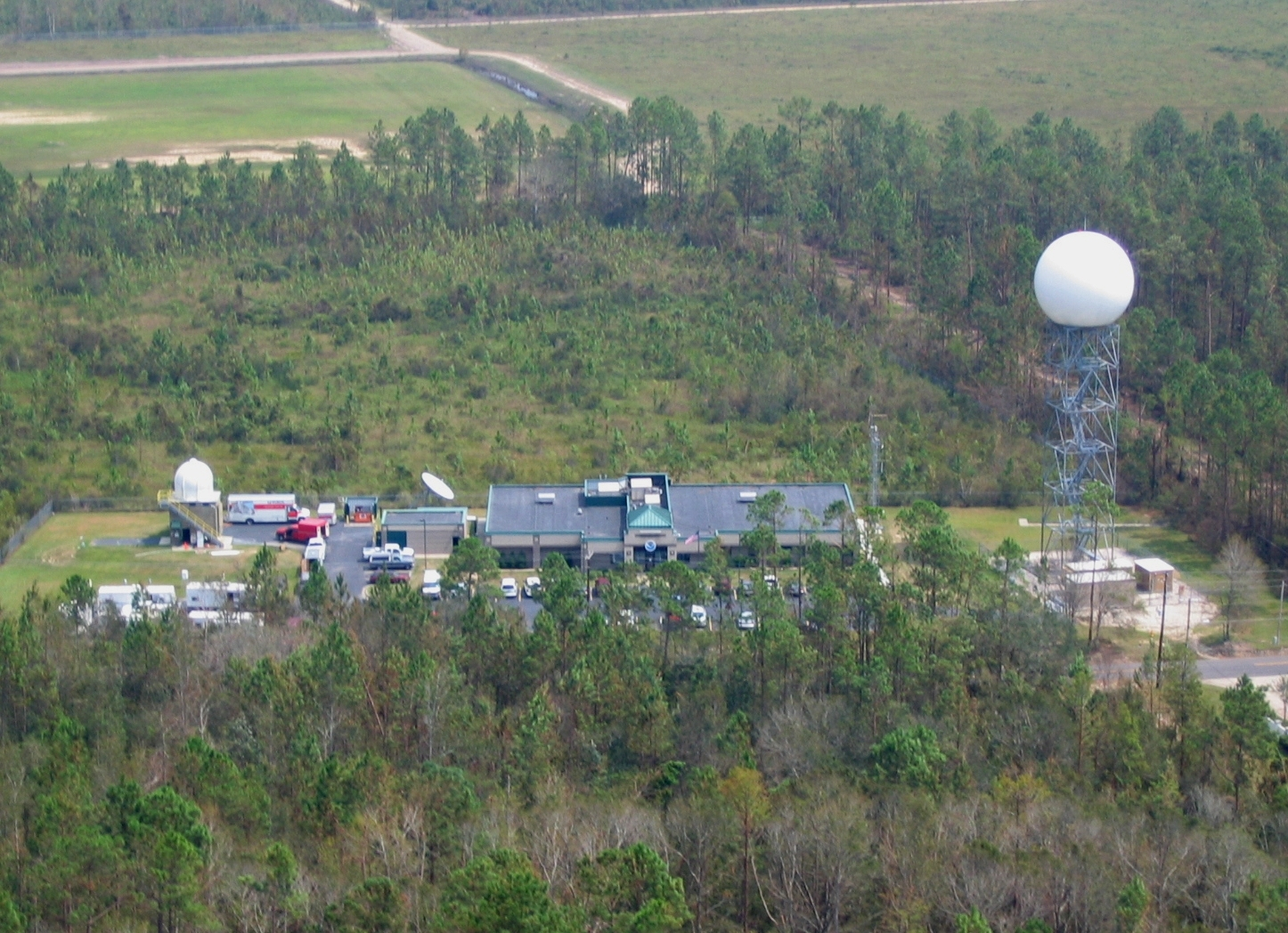
Der amerikanische Wetterdienst NOAA

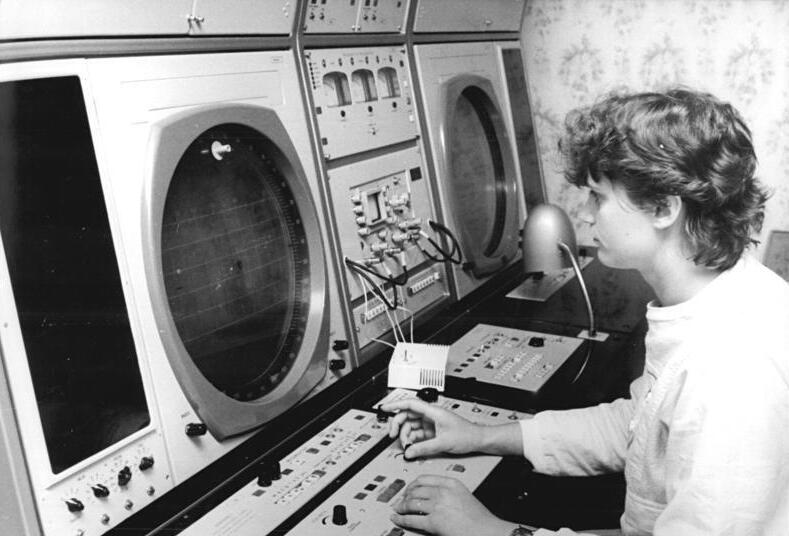
Wetterradarstation bei Neuhaus am Rennweg in der DDR (1988)

### Staatliche Wetterdienste
Der älteste staatliche Wetterdienst der Welt ist die Zentralanstalt für Meteorologie und Geodynamik in Österreich, die am 23. Juli 1851 gegründet worden ist.
Aufgaben staatlicher Wetterdienste sind, neben dem Betrieb eigener Messnetze und der Auswertung, Verbreitung und Archivierung dieser Daten, die öffentliche Information, und vor allem der internationale Datenaustausch bzw. die Mitgliedschaft an internationalen Messsystemen (z. B. EUMETSAT) und Vorhersagezentren (z. B. ECMWF). Darüber hinaus sind staatliche Wetterdienste meist in der anwendungsorientierten Forschung aktiv. 
Auf dem Gebiet der Wettervorhersage haben sich – bedingt durch die enorm gestiegenen Kosten seit Entwicklung modernerer Geräte und der elektronischen Prognose über Wettermodelle – zwei unterschiedliche Systeme herausgebildet. Staatliche Wetterdienste müssen für eine Eigenfinanzierung in vielen Staaten wirtschaftlich arbeiten, stehen also in direkter Konkurrenz zu den privaten Wetterdiensten. Europas staatliche Wetterdienste sind im Allgemeinen verpflichtet, ihre Daten an private Wetterdienste zu verkaufen. Gleichzeitig sollen sie auch zu den Privaten in Konkurrenz treten und kostendeckend oder gewinnbringend Wettervorhersagen vermarkten. Daher sind viele Daten nicht mehr frei auf dem Markt verfügbar. Zurzeit bildet sich ein europäisches Kartell großer Länder um die Preise für Wetterdaten einheitlich zu regeln (neuer ECOMET-Preismechanismus).
Der National Weather Service (NWS) der USA beispielsweise ist hingegen verpflichtet, alle Daten kostenlos an private Wetterdienste abzugeben. Dadurch ergibt sich zwischen privaten Wetterdiensten und NWS eine starke Durchdringung, Kooperation und Marktaufteilung. Durch die Loslösung staatlicher Aufgaben von den Wetterinformationen „für den Markt“ kommt der NWS mit weniger Staatsangestellten aus als Europas Wetterdienste.
Die meisten staatlichen Wetterdienste sind auch gesetzlich verpflichtet, mit anderen internationalen Wetterdiensten zusammenzuarbeiten. Die Kooperation der verschiedenen Wetterwarten und -dienste hat eine lange Tradition. Sogar in Kriegszeiten bleibt der Datenaustausch manchmal aufrecht.
Neben den eigentlichen staatlichen Wetterdiensten gibt es oft noch weitere staatliche oder staatlich beauftragte Stellen, die offizielle meteorologische Dienstleistungen herausgeben, z. B. Flugwetterdienste, Sturmflutwarndienste, Lawinenwarndienste. In vielen Ländern bildet der staatliche Wetterdienst mit dem hydrographischen Dienst (Hydrometeorologischer Dienst) eine organisatorische Einheit, teils  auch mit allgemeinen Umweltwarndiensten (eine Ausnahme ist die österreichische ZAMG, die mit dem  geophysikalischen Dienst für Erdbebenwarnung u. ä. kombiniert ist). In einigen Ländern ist der Wetterdienst Teil des Militärs oder eine dem Verteidigungsministerium unterstellte Organisation (Italien, Griechenland). Diese militärischen Wetterdienste fungieren auch als nationale Wetterdienste und beschäftigen meist auch ziviles Personal.

### Internationale Dienste
Beispiele überstaatlicher Wetterdienste sind EUMETNET (Europa) mit seiner Warnzentrale Meteoalarm und das Severe Weather Information Centre der UNO.

### „halb-öffentliche“ Wetterdienste
Auch in Zeiten vollautomatischer Datentransfers und Satelliten ist die Erfahrung des Meteorologen unersetzlich – und ebenso seine Vertrautheit mit den lokalen und regionalen Einflüssen. Eine besonders große Rolle spielt dies bei der Wetterwarte fast jedes Flughafens (Flugwetterdienst, Flugmeteorologischer Dienst). Deshalb sind Flugwetterdienste in vielen Ländern staatlich oder halbstaatlich oder stehen unter staatlicher Aufsicht.
Behördlich, aber nicht öffentlich sind auch die militärischen Wetterdienste (Militärmeteorologischer Dienst). Ihre Daten unterliegen der Geheimhaltung. In manchen Ländern hat sich gar kein eigener öffentlich-rechtlicher Dienst entwickelt, sondern der militärische Dienst übernimmt auch die anderen Aufgaben, so mit dem MeteoAM in Italien.
Eine neuere Entwicklung ist bei der Messung und Analyse von Blitzen und Gewittern zu verzeichnen. Im Rahmen von „Lightning“-Projekten wie dem BLIDS gibt es schon in vielen Ländern Europas „halb-öffentliche“ Dienste, bei deren Aufbau auch die Forschung einzelner Hochschulen und die Interessenlage von Versicherungen einfloss. Letztere finanzieren das System teilweise (z. B. geringere Prozesskosten bei Versicherungsbetrug), wodurch z. B. in Österreich Überblicksdateien von ALDIS (integriert das gesamteuropäische Projekt EUCLID) über hora.gv.at allgemein zugänglich sind.

### Private Wetterdienste
Neben den Flugwetter-Diensten gibt es in den ECOMET-Ländern seit den 1990ern mehr und mehr private Wetterdienstleister wie beispielsweise WetterOnline oder die Wetterzentrale. Der Wettbewerb hat zu einer Vielzahl spezieller Produkte geführt. Private Wetterdienste betreiben nur selten (wie beispielsweise MeteoGroup) ein eigenes Messnetz.
Eigene Wetterdienste haben heute auch die meisten Fernsehsender, unter denen es auch spezialisierte gibt, so den britischen Weather Channel oder das deutsche Pendant wetter123.com.
In Deutschland organisieren die Privaten sich im Verband Deutscher Wetterdienstleister, in der Schweiz im Verband Schweizer Meteo Anbieter (SMA)

## Datenquellen und Messnetze

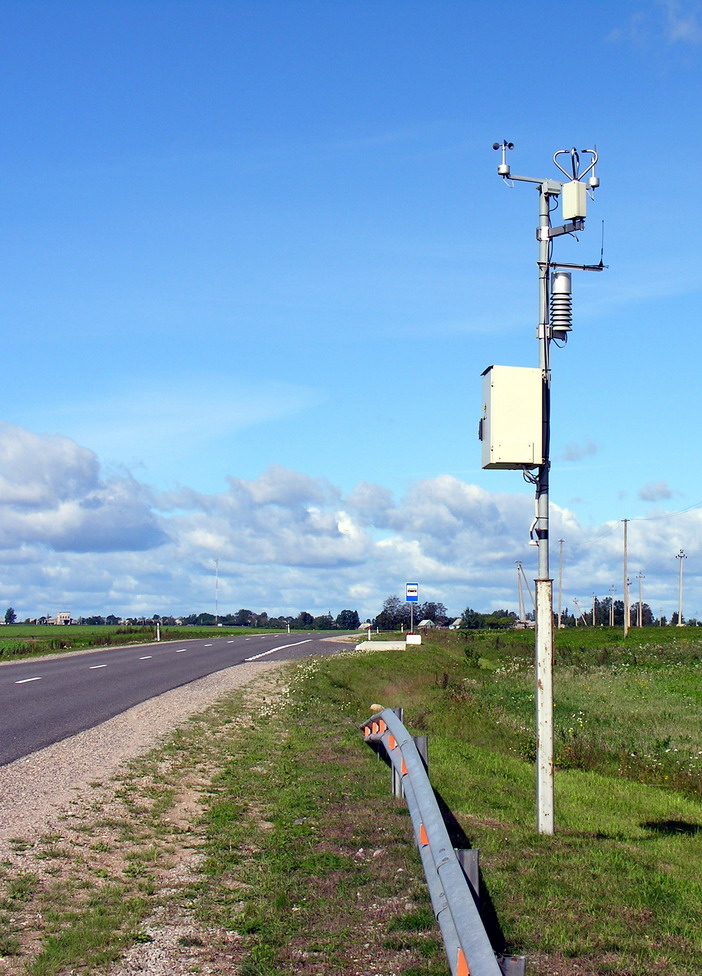
Eine typische Messstation (Litauen)

Meteorologen stützen sich für ihre Dienstleistungen auf eine Vielzahl von Daten, Methoden und andere Dienste. Diese Datenquellen befinden sich zumeist in der Hand der staatlichen Wetterdienste. Im Durchschnitt befindet sich in den Industrieländern alle 20–50 Kilometer eine Wetterstation. Ihre Daten gehen automatisch ein oder werden telefonisch durchgegeben (zusätzlich zum späteren Gebrauch auf Listen). Die meisten Daten aus den unten aufgelisteten Messquellen fließen ebenfalls automatisch ein:
- Automatische Wetterstationen – meist in etwa gleichen Abständen über das Land verteilt – zur regelmäßigen Messung von Temperatur (Luft und Boden), Luftdruck, Luftfeuchte, Bewölkung bzw. Sonnenscheindauer, Wind und Niederschlag. Sie senden ihre Ergebnisse mit Funk oder über Datenleitungen in eine Zentrale. Ihre vielfältigen Messgeräte sind innerhalb eines Landes meist einheitlich, von einem Staat zum anderen aber oft verschieden.
- Analoge Wetterstationen mit Wetterbeobachtern (außer an wichtigen Wetterwarten meist Privatpersonen), die o.a. Parameter dreimal täglich zu den so genannten Mannheimer Stunden ablesen (7-14-21 Uhr, oder auch 7-14-19 Uhr).
- Daten und Bilder von Wettersatelliten (beispielsweise Meteosat), Wetterradaren und anderen Fernerkundungsverfahren.
- Daten von Radiosondierungen. Die Sonden werden je nach Größe eines Landes an einem oder mehreren Orten steigen gelassen und messen den Luftdruck (als Maß für die Höhe) sowie Temperatur und Feuchtigkeit bzw. Taupunkt. Der Wind kann aus der Position des Ballons ermittelt oder teilweise aus seinen Funksignalen berechnet werden. Sonderungen werden meist im zwölfstündigen Rhythmus (0 und 12 Uhr UTC), seltener im sechsstündigen Rhythmus durchgeführt.
- Datenerhebung von Seewetterdiensten geschah in der Vergangenheit auch mit Wetterschiffen.
- Daten anderer Wetterdienste, z. B. der Flugwetterdienste oder von Fachabteilungen von Bundesländern und einzelnen großen Gemeinden.
- Prognosen der eigenen numerischen Wettervorhersagemodelle oder von regionalen Analysezentren (für Europa z. B. vom ECMWF in Reading)
- und spezielle Daten je nach Anwendungszweck.

Die ältesten Wetterwarten haben kontinuierliche Datenreihen von über 200 Jahren (z. B. in Kremsmünster). Dabei kann aber schon die Verlegung der Temperaturmessung um einige Meter problematisch sein.

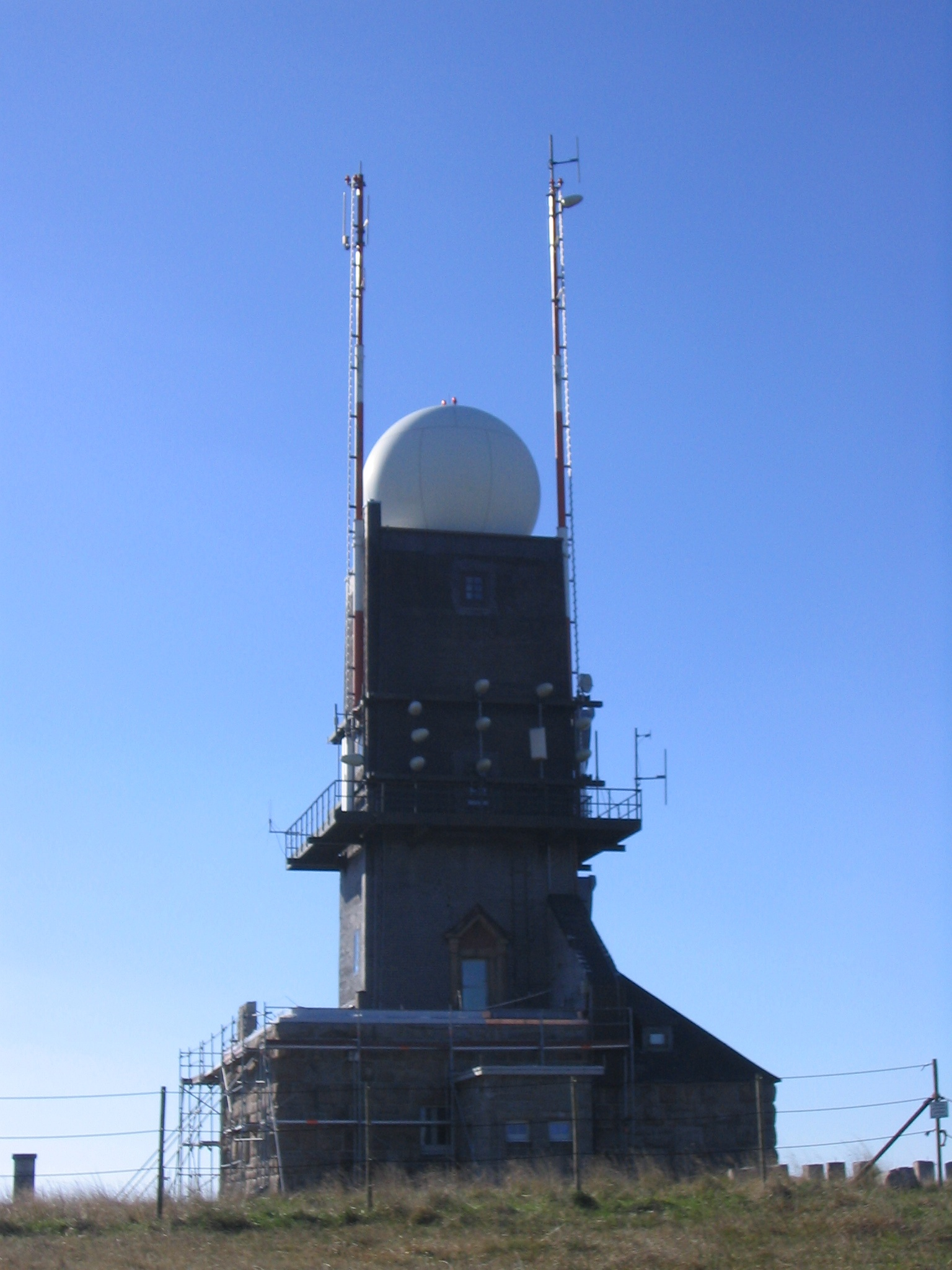
Wetterradarstation des Deutschen Wetterdienstes auf dem Feldberg
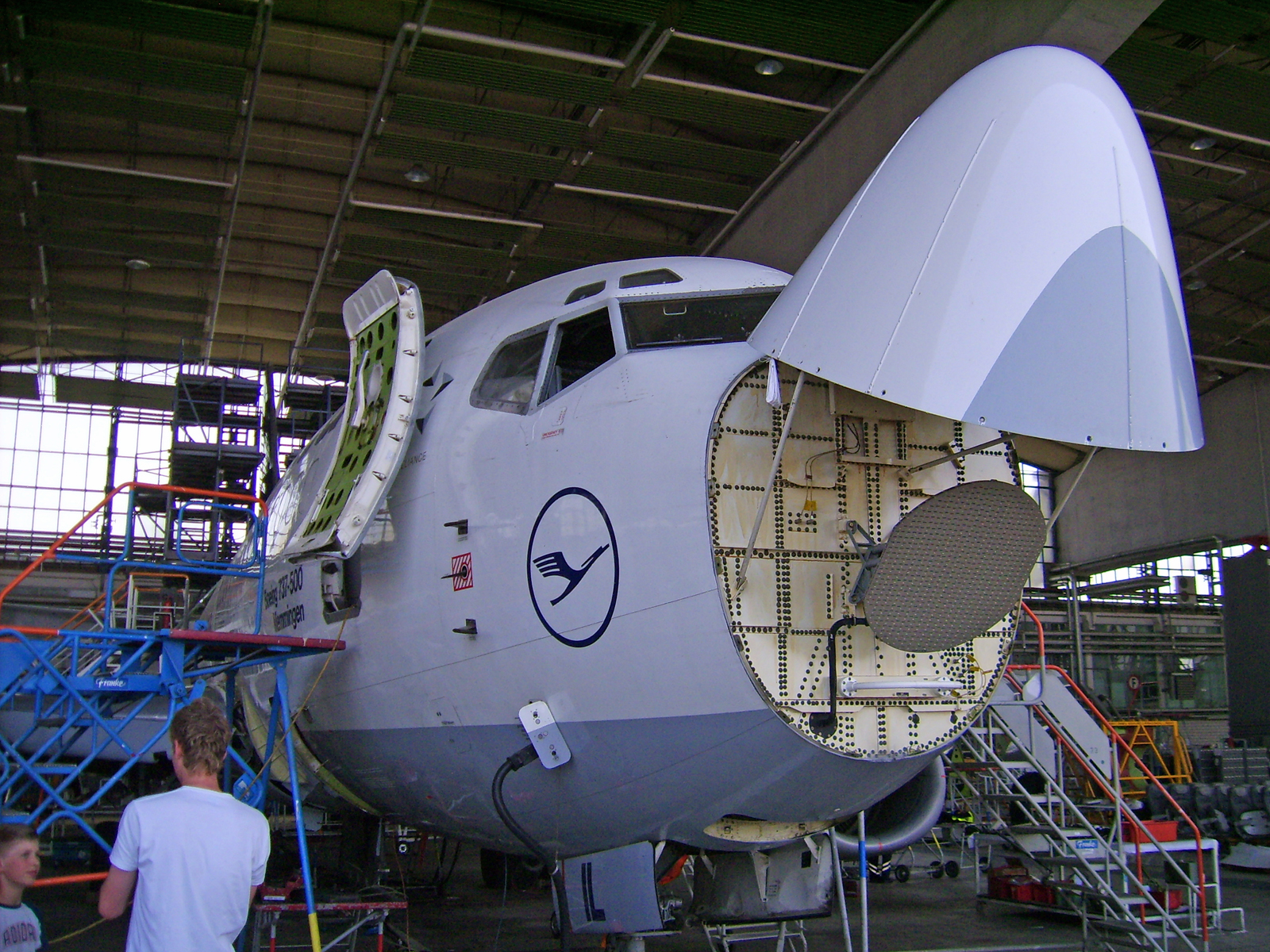
Wetterradar in einer Boeing 737-500 der Lufthansa
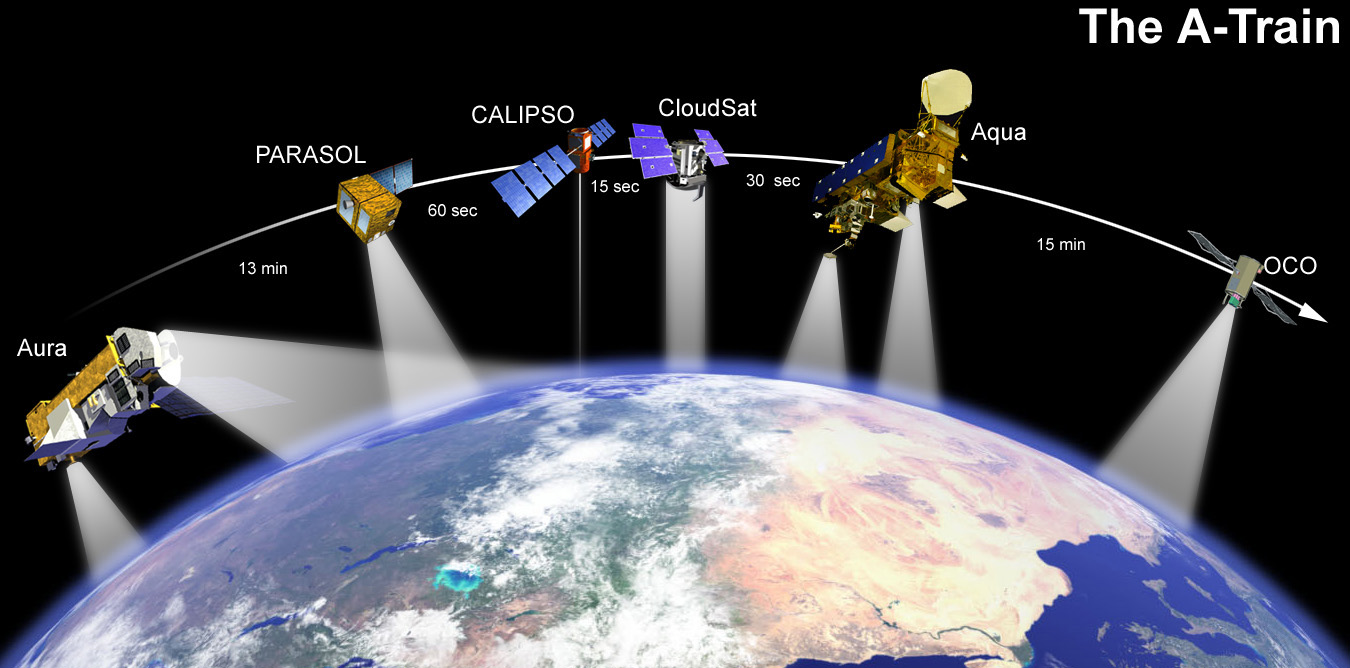
The A-Train Erdbeobachtungs-satelliten